# Мир-Суснэ-хум
Мир-Су́снэ-хум («за миром наблюдающий человек») — седьмой сын Нуми-Торума в обско-угорской мифологии , посредник на путях живых и мёртвых. В мансийских сказках он часто упоминается под именем Эква-пыгрись «сынок женщины». В хантыйском фольклоре он известен как Ими Хилы.

## Другие названия
Другими его именами являются «Золотой богатырь», «Купец, странник», «Небесный мальчик», «В песнях прославляемый человек», в сказках — «прославляемый человек». В сказки этот герой перешёл под именем Эква-пыгрись («женщины сынок» — намёк на его покинутость отцом).

## Описание
Мир-Суснэ-хума представляли всадником на белом восьмикрылом коне с золотой гривой (Товлынг-лув), скачущем по небу, это «царь идущих облаков». Каждую ночь он объезжает землю, проверяя, все ли в порядке и передавая людям наказы своего небесного отца, выслушивает просьбы камлающих в тёмных чумах шаманов. Символы седьмого сына — золотой гусь и берёза.

## История происхождения и описание
Весь образ Мир-Суснэ-хума, культурного и национального героя обских угров, пропитан чертами южных культур. Возможно, в нём сказалась память о прежнем кочевом прошлом. С другой стороны, имя героя «за миром наблюдающий человек» равнозначно переводу имени Авалокитешвары, «управляющего Миром» милосердного Бодхисаттвы в махаяне буддизма. Одно из его прозвищ — «Купец верхнего и нижнего света». Наконец, один из эпитетов индоиранского божества Митры был «озирающий всю землю». Ряд признаков Мир-Суснэ-хума (сын божий, выросший на земле, посланник неба среди людей) способствовали его отождествлению с Иисусом Христом.
В одном из мифов рассказывается, что солнце и луна пребывали первоначально в преисподней у Куль-отыра. Они были похищены оттуда Мир-суснэ-хумом.
Мир-Суснэ-хум являлся одним из основных объектов религиозного культа у обских угров, имел идолов (в человеческом или гусином облике). Конь (и конские жертвоприношения), металлы, солнце как атрибуты Мир-Суснэ-хума и его культа указывают, вероятно, на южное происхождение этого образа (по некоторым гипотезам, восточноиранское; ср. Митра, «озирающий всю землю», «Яшт» X 4, 13, надёжные соответствия в мифологиях других финно-угорских народов отсутствуют). 
В некоторых мансийских мифах и сказках (возможно, позднейших) имеется склонность к представлению Эква-Пыгрися как культурного героя-трикстера, сходного с такими персонажами сибирских мифологий, как Ича у селькупов, Альбэ и Каскет у кетов. Иногда Мир-Суснэ-хум и Эква-Пыгрись рассматриваются как два различных персонажа.
Принося жертву Мир-Суснэ-хуму, манси были уверены в том, что он обязан покровительствовать человеку: «Для того тебя произвел твой отец золотой Кворыс, чтобы ты защищал душу моей дочери, моего сына. Ночью умоляем тебя со слезами, днем умоляем тебя со слезами: защити нас от болезни. Если заболеет женщина, вылечи её, если заболеет мужчина, вылечи его! Золотой князь, золотой человек, об этом тебя просим, об этом тебя умоляем».